# Kevin K. Lehmann
Kevin K. Lehmann (* 7. September 1955 in Newark (New Jersey)) ist ein US-amerikanischer Chemiker (Physikalische Chemie, Spektroskopie). Er ist Professor an der University of Virginia.
Lehrmann studierte Chemie, Physik und Mathematik an der Rutgers University (Cook College) mit dem Bachelor-Abschluss 1977 und wurde 1983 an der Harvard University promoviert. Seine Dissertation bei William Klemperer war über hochangeregte Vibrationszustände in Molekülen mit Photoakustischer Spektroskopie. Danach war er bis 1986 Junior Fellow in Harvard, wobei er teilweise am George Harrison Spectroscopy Laboratory des Massachusetts Institute of Technology war. Ab 1985 war er an der Princeton University, an der er 1991 Associate Professor und 1995 Professor wurde. 2005 wurde er Professor an der University of Virginia.
Er befasste sich mit intramolekularer Dynamik (Relaxation von Energie, Intramolecular Vibrational Energy Redistribution, IVR) polyatomarer Moleküle einschließlich Studien zu klassischem und Quanten-Chaos, worüber er ab 1987 viele Jahre mit Giacinto Scoles zusammenarbeitete. 
Lehmann ist auch bekannt für die Entwicklung spektroskopischer Techniken. Am MIT entwickelte er mit Stephen Coy die Technik Mikrowellen-detektierter Mikrowellen-optischer Doppelresonanz. Für die Entwicklung der Cavity Ring Down Spectroscopy (CRDS) erhielt er den Thomas A. Edison Patent Award. Er wendet seine von ihm entwickelten spektroskopischen Verfahren auch auf den Nachweis von Spurengasen an und befasst sich mit chemischer Forschung an Molekülen, die in Tropfen von flüssigem Helium gelöst sind (auch in Zusammenarbeit mit Scoles).
Er erhielt den Presidential Young Investigator Award und 1987 den Dreyfus Award in Princeton. 1995 wurde er Fellow der American Physical Society. 2003 erhielt er mit Giacinto Scoles den Earle K. Plyler Prize.